# Fàbrica Coma Cros
La Fàbrica Coma Cros és un conjunt d'edificis fabrils de Salt (Gironès) catalogat com a bé cultural d'interès local.

## Descripció
És un conjunt d'edificis de diferents èpoques i de grans dimensions que van conformant un patí interior amb un túnel d'accés.
Oficines i casa del director: edifici de 4 plantes, de caràcter més urbà i amb una escala noble.
Nau Kropotkin: el nom prové de quan fou confiscada a la Guerra Civil espanyola per la CNT. És un edifici de tres plantes i golfes de 1.850 m² cadascuna. Té coberta a dues vessants i grans obertures en totes les façanes. L'estructura interior de les plantes és de sostre de revoltons sostingut per columnes de fosa. A les golfes trobem un espai admirable amb una estructura d'arcs de maó massís i claraboia central amb bigues de fusta de nova construcció.
Nau zona nord: Edifici de tres plantes que connecta la Kropotkin amb la mitjana i de llevant.
Edifici de la Caldera i Xemeneia: dos edificis a l'interior del pati amb la xemeneia de planta octogonal feta de maó massís.
Nau mitjana: darrere de la casa del director. Té 3 plantes amb obertura al pati interior.
Nau de llevant: gran sala diàfana d'aproximadament 400 m², amb estructura d'arcs mig punt de formigó amb tensors de ferro a cada base d'arc i obertures entre pilastres a la banda est i finestrals a nord.

## Història
El 1846 es va constituir la societat Ramió i Cia, que el 1855 construí dues fàbriques al veïnat. L'any 1861, Pere Ramió instal·là una fàbrica a la travessera de Sant Antoni.
El 1866, la societat Coma, Ciuró i Clavell comprà la fàbrica d'Oliveras i Cia, i l'any 1870 s'hi produí una vaga. L'any 1910, Joan Coma i Cros n'esdevingué l'únic propietari. Fins a l'any 1923 s'amplia la fàbrica, es modifica el traçat de la séquia i es construeix la central elèctrica. Entre el 1919 i el 1922 se succeïren diferents vagues, i el 1924 s'hi produí un icendi en un dels edificis.
El 1969 s'hi feren obres d'ampliació i fou adquirida per Indústries Burés, propietat de la família Juncadella, que el 1990 la vengué al grup Torras-Kio. El 1995 fou adquirida per l'Institut Català del Sòl, i després del seu tancament el 1999, va ser cedida a l'Ajuntament de Salt, que la rehabilità per donar-li un nou ús com a equipament cultural (vegeu Factoria Cultural Coma Cros).